# Ambatofotsy
Ambatofotsy is een plaats en commune in het noorden van Madagaskar, behorend tot het district Ikongo dat gelegen is in de regio Vatovavy-Fitovinany. Een volkstelling in 2001 schatte het inwonersaantal op 26.000. De plaats biedt enkel lager onderwijs en beperkt middelbaar onderwijs aan. 90% van de bevolking werkt er als landbouwer. De belangrijkste landbouwproducten zijn koffie, rijst, maniok en mais. Verder is 10% actief in de dienstensector.

## Geboren
Deze stad is de geboorteplaats van de belangrijke dichter Jean-Joseph Rabearivelo.